# 石璟
石璟（?—?），元和年间跟随沙陀归降唐朝，唐宪宗任命他为河东阴山府裨校，官至朔州刺史。是石彬的父親，石昱的祖父，石紹雍的曾祖父，石敬瑭的高祖父。
936年，石敬瑭登位後，他被尊為皇帝，廟號靖祖，諡號孝安皇帝，皇陵稱义陵。妻子秦氏，追谥为孝安元皇后。